# 나라별 우편 목록
이 문서는 나라별 우편 목록을 정리한 것이다.

## 아시아
- 대한민국 : 우정사업본부 (전신은 체신부 · 정보통신부 속함)
- 조선민주주의인민공화국 : 조선우편
- 일본 : 일본의 우정민영화 (일본우정, 일본우편) (전신은 우정성 · 우정사업청  · 일본우정공사 속함)
- 중화인민공화국 : 중국우정집단공사
- 중화민국 : 중화우정
- 홍콩 : 홍콩우정
- 태국 : 태국 포스트
- 싱가포르 : 싱가포르 포스트
- 필리핀 : PHL포스트
- 베트남 : 베트남우정통신공사
- 인도 : 인도 포스트
- 인도네시아 : 포스 인도네시아
- 부탄 : 부탄 포스트 컴퍼니

## 오세아니아
- 오스트레일리아 : 오스트레일리아 우정공사
- 뉴질랜드 : 뉴질랜드 포스트

## 중동
- 튀르키예 : PTT
- 이란 : 이란 포스트

## 유럽
- 영국 : 로열메일
- 프랑스 : 프랑스우정공사
- 스페인 : 코레오스
- 독일 : 도이체 포스트
- 이탈리아 : 이탈리아 우정
- 그리스 : 그리스 포스트
- 벨기에 : 비포스트
- 러시아 : 러시아 우정

## 아메리카
- 미국 : 미국우정공사
- 캐나다 : 캐나다 포스트
- 멕시코 : 멕시코 우정국
- 브라질 : 코헤이우스
- 아르헨티나 : 아르헨티나 우정국